# Грабенштетт
Грабенштетт (нем. Grabenstätt) — община в Германии, в земле Бавария. 
Подчиняется административному округу Верхняя Бавария. Входит в состав района Траунштайн.  Население составляет 4250 человек (на 31 декабря 2010 года). Занимает площадь 37,81 км².